# 髪結い

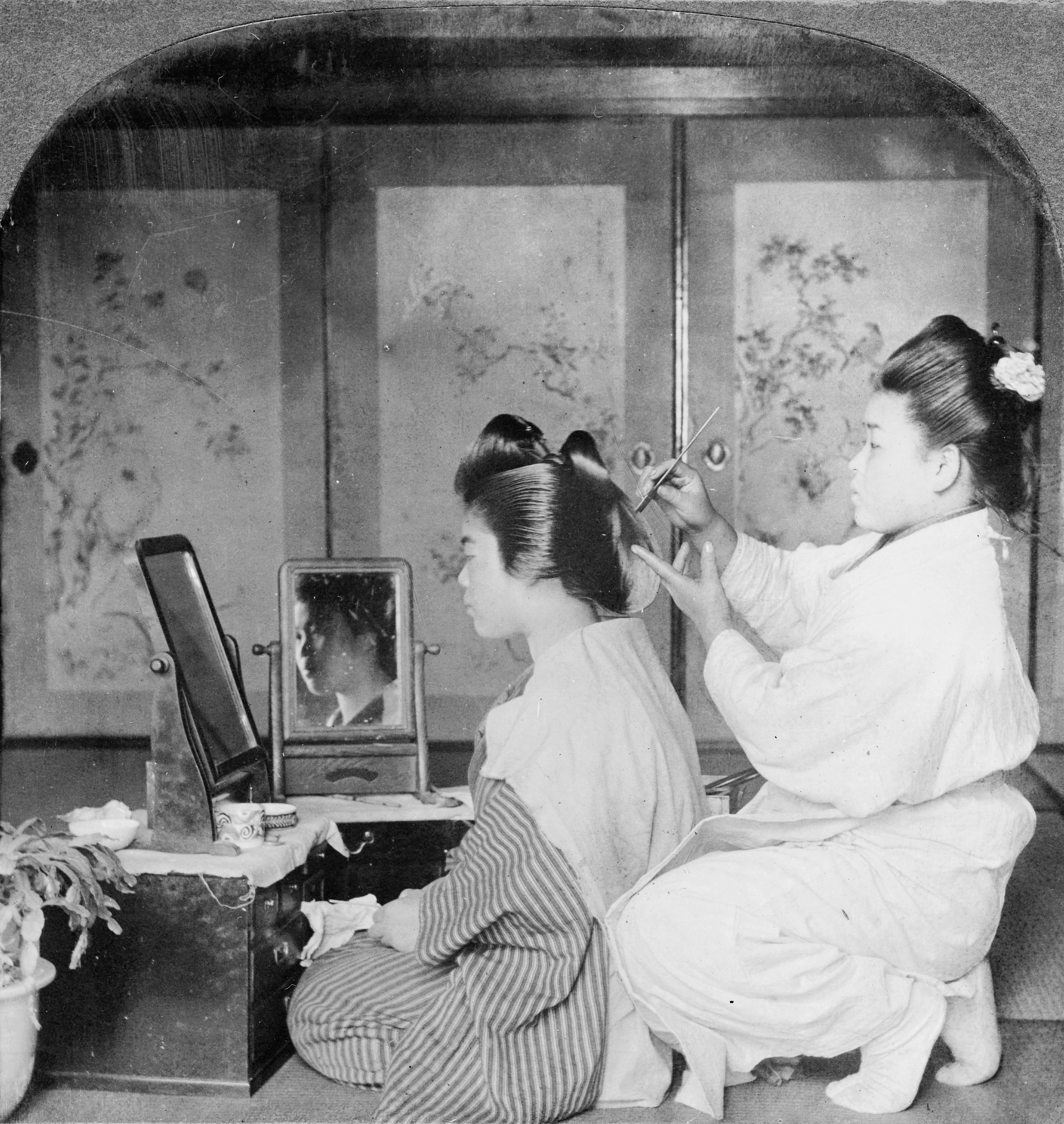
女性の髪結い

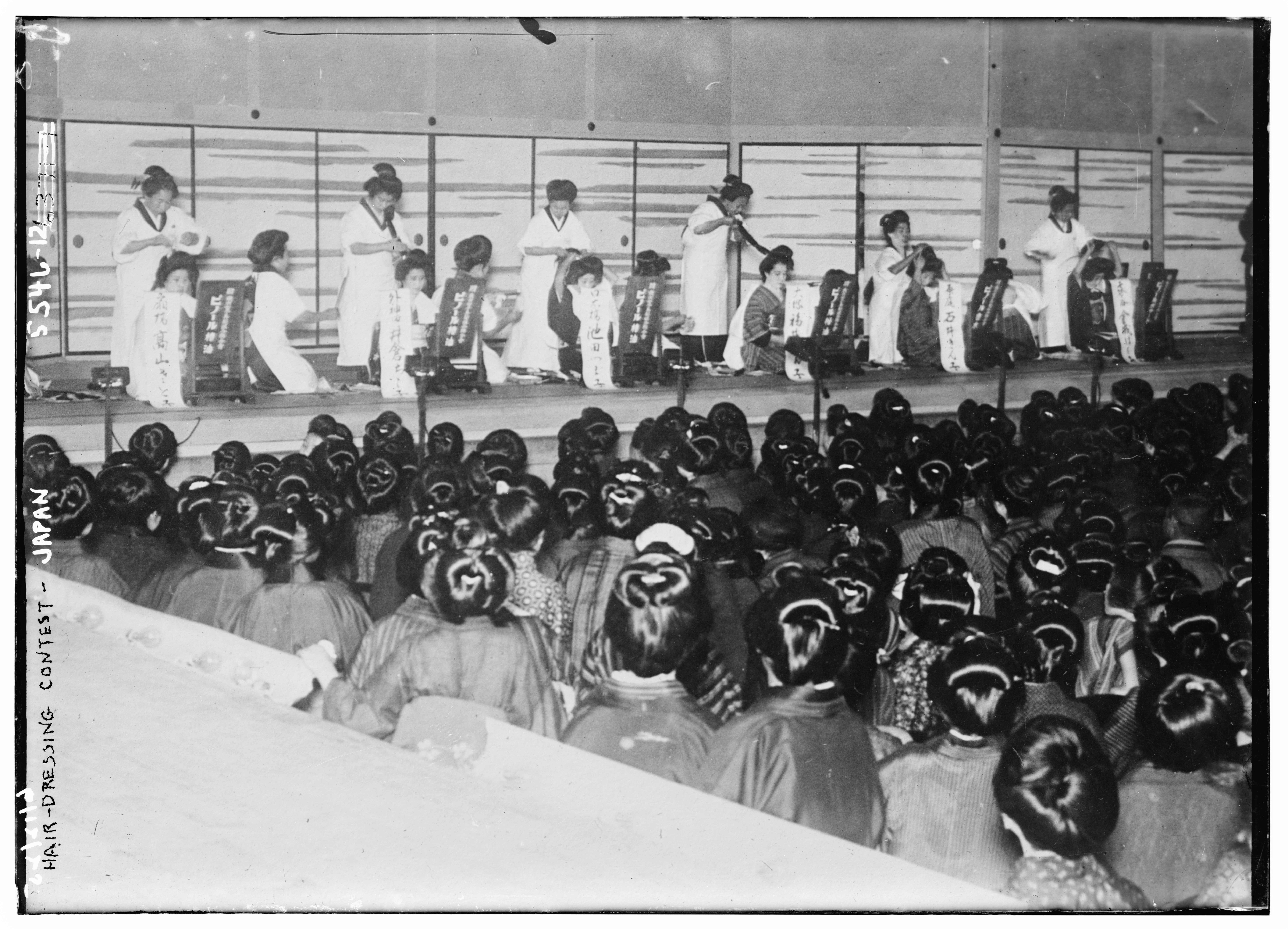
髪結いコンテスト。1900年

髪結い（かみゆい）は、江戸時代から明治にかけての理髪業に従事する人を総称する言葉で、現代の理容師のこと。
男性の髪を手がける男の髪結いで「髪結い床」という自分の店を持つものは床屋とも呼ばれたが、女性の髪を手がける女髪結いは遊廓（遊女は上得意だった）や顧客の家を訪問していた。
以下「床屋」では男性の髪結い、「女髪結い」では女性の髪結いについて扱う。

## 床屋
男性の髪結いは、月代が広まった室町後期に一銭程度の料金で髪を結い月代を剃った「一銭剃」（いっせんぞり）が起源である。
雑用をこなす召使のいる武士と違い、庶民は自分で月代を剃ることができず（貧しい人は月代を伸ばしっぱなしにしたり妻に剃ってもらうなどした）髪結いに頼んでいた。髪結いは町や村単位で抱えられ、床と呼ばれる仮の店で商売を行ったため床屋とも呼ばれる。
床屋が多かったのは独身男性が多い江戸だったが、江戸の男性はかなり頻繁に床屋に通っていたらしく、番所や一種の社交場としても利用された。江戸や大阪・京都では、床屋は幕府に届を出して開業した後は町の管理下で見張り役なども務め、番所や会所と融合したものを内床、橋のそばや辻で営業するものを出床、道具を持って得意先回りをするものは廻り髪結いと呼ばれた。
当時の床屋は現在の美容院と違って、客の髭を剃ったり、眉を整えたり、耳や鼻の掃除までしていたため、「さかやき三年、顔剃り五年、仕上げが二年」と言われるほど、長い年季の修行を必要とする技術職でもあった。床屋の料金は天明年間でおおよそ一回280文前後で、月代・顔剃り、耳掃除、髪の結いなおしをする。営業時間は、夜明けから日没後2時間ほどで、大晦日には夜通しで仕事をするほど忙しかった。腕の良い髪結いは半年先まで予約が埋まるほどだった。
一方、得意先と年季契約して出張する「廻り髪結い」は大店などに抱えられており、主人からは一回100文前後、ほかの従業員はその半額程度の料金を取った。定められた料金のほかに、「あごつき」といって得意先に食事を出してもらったり、祝い事には祝儀も届けられるなど、腕のよい髪結いはそれなりに余裕のある暮らしを送っていたようである。

## 女髪結い

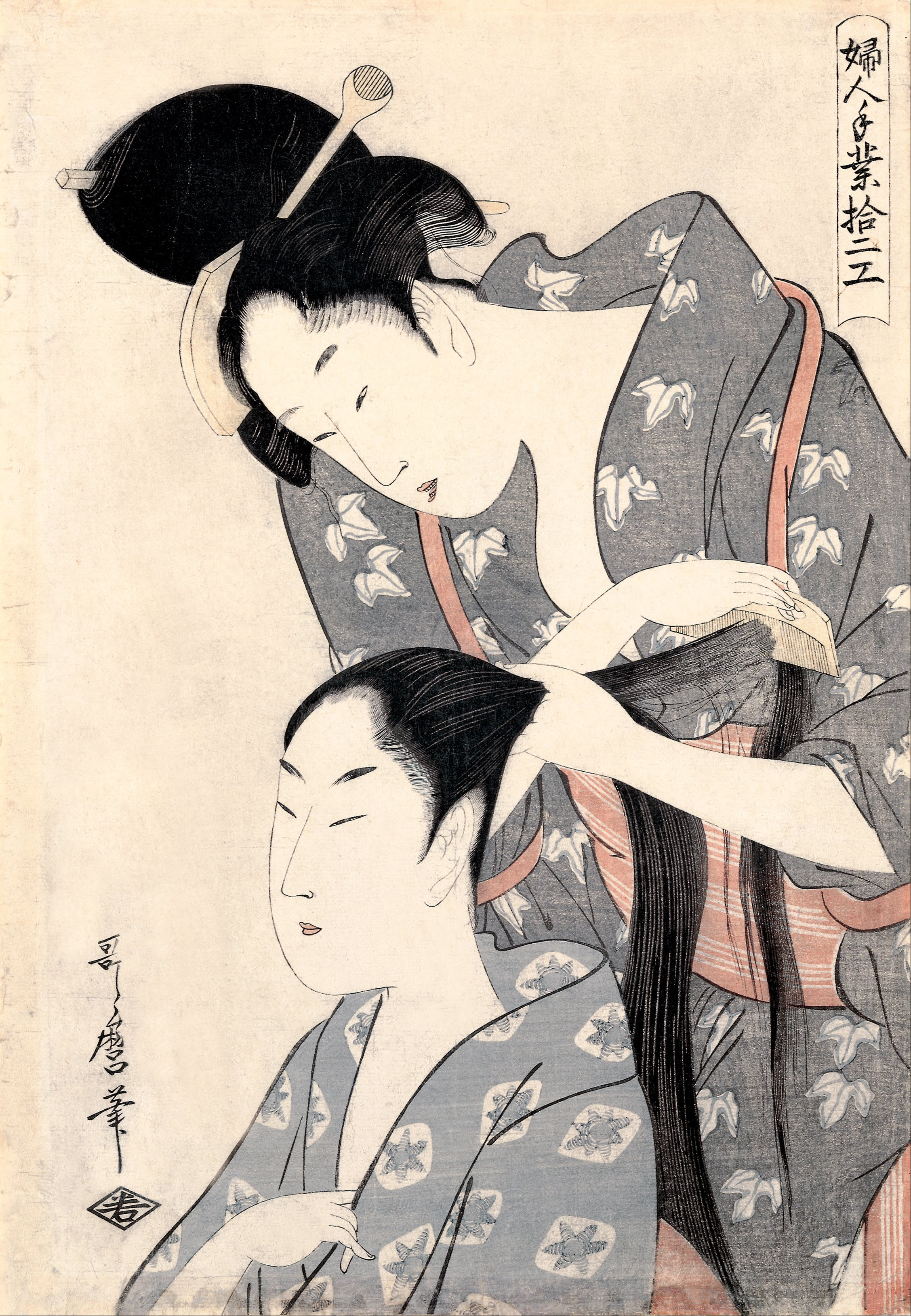
髪結い

結髪が習慣化してからは、「髪を結えて初めて嫁に行ける」と言われるほど、自分で髪を結うのが成人女性の嗜みとされたが、遊女の錦絵や女形の髪形を真似て
、髪型が複雑になってきた明和年間ごろにはもはや素人の手に負えず、また、後ろ髪を大きく突き出すような型など、自分では結うのが難しい髪型が氾濫したため、多彩な髪型を熟知し顧客の容姿や好みに合わせて結い上げる専門職が必要になり、男性の「廻り髪結い」が遊廓を出入りして遊女の髪を結った。
しかし、男性では複雑化してゆく髪型を熟知し顧客の細かな要望に応えることが困難となり、安永ごろになると女性の髪結いが登場して遊廓の「廻り髪結い」は急速に衰退していった。
彼女たちは筋目櫛や梳き櫛などを風呂敷に包んで顧客を訪ね、要望を聞きながら最新の髪形を結っていった。江戸時代後期には毎年のようにスタイルブックが売り出され、髪結いはそれを参考にアレンジを加えて結っていた。
女髪結い自体は着古した地味な衣装に前垂れを帯代わりにするような堅実で質素な女性が多かったのだが、幕府は他人に髪を結わせるという行為が贅沢だとして、たびたび禁止令を出していた。
髪結い料は安永ごろの資料を見ると一回で200文程度で、物価や時代によって多少の変動があった。また、遊廓の女郎や大店の妻女からは季節ごとに祝儀の品が届いた。
江戸時代には女性の専門職は髪結いか産婆などに限られていたため、妻の収入で楽な暮らしをする亭主を指す「髪結いの亭主」という言い回しが生まれた。ただし、実際に亭主が髪結いを行っているところもあった。